# مسجد أخو (جورجيا)
مسجد أخو (بالأذرية: Axo məscidi، بالإنجليزية: Akho Mosque، بالجورجية: ახოს ჯამე، بالتركية: Aho Camii) هو مسجد جامع في أجاريا المتمتعة بالحكم الذاتي، جنوب غرب جورجيا. هو أقدم مسجد قائم في أجاريا. يعود تاريخه إلى عام 1818. يشتهر المبنى بنقوشه الخشبية المزخرفة على الباب والمنبر، التي هي مزيج من الزخارف العثمانية وعناصر العمارة الجورجية المحلية. أُدرج المسجد في قائمة المعالم الثقافية الثابتة ذات الأهمية الوطنية في جورجيا.

## التاريخ
يقع مسجد أخو الخشبي في قرية تحمل الاسم نفسه، في بلدية كيدا بأجاريا. في 1233 هـ (1817/1818م)، بناه الحرفي اللازي الأسطى حسين؛ عندما كانت المنطقة جزءًا من الدولة العثمانية، وتم تجديده في 1340 هـ (١٩٢١/١٩٢٢م) كما يوحي حجر الأساس عند قاعدة المئذنة. بعد فترة من الحكم السوفيتي، عاد المسجد إلى العمل في تسعينيات القرن العشرين.